# 千葉県道130号誉田停車場潤井戸線
千葉県道130号誉田停車場潤井戸線（ちばけんどう130ごう ほんだていしゃじょううるいどせん）は、千葉県千葉市緑区の外房線誉田駅と市原市を結ぶ一般県道。

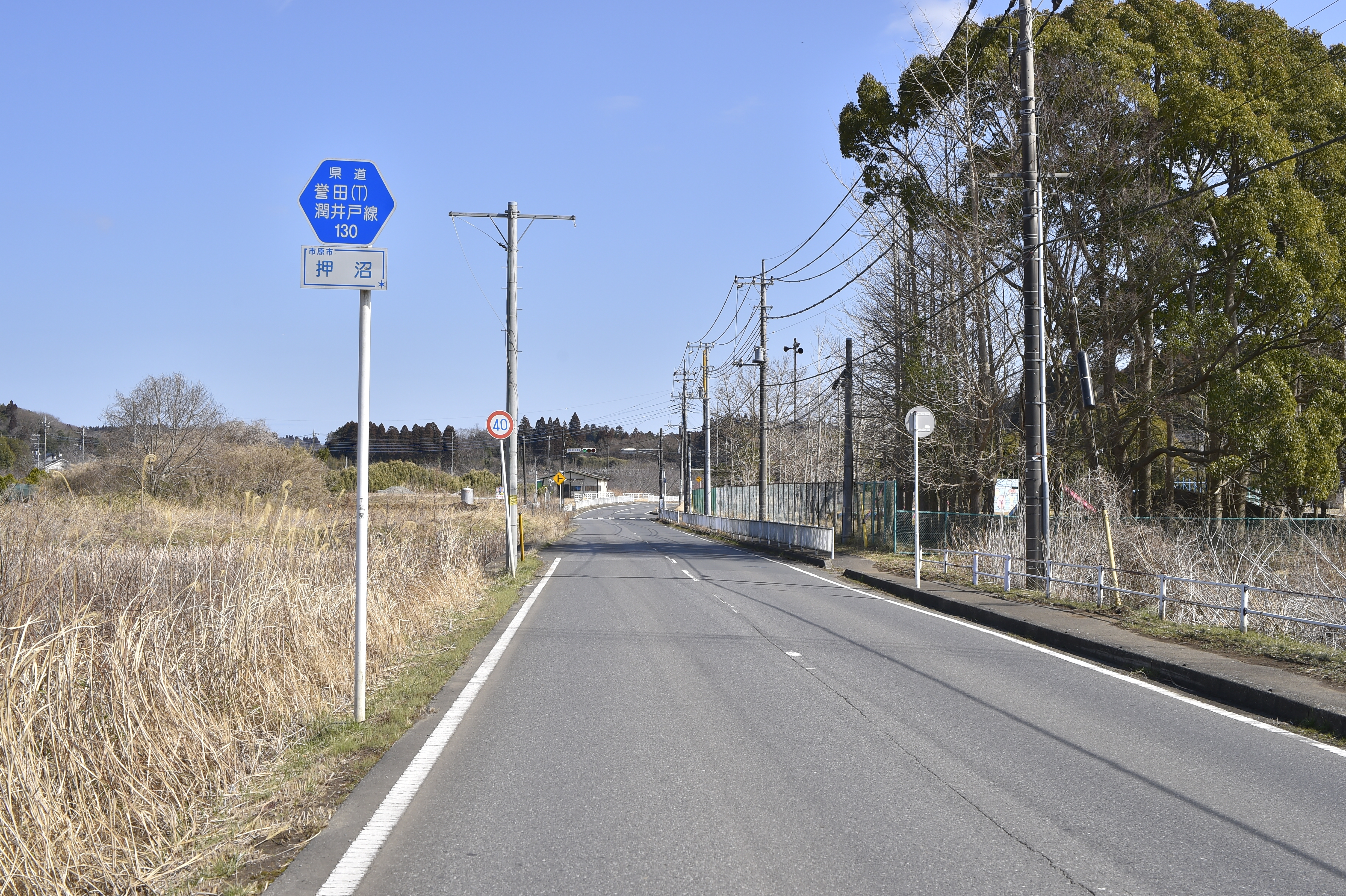
千葉県道130号誉田停車場潤井戸線・市原市押沼（2023年3月）

## 路線データ
- 起点：千葉市緑区誉田町（外房線誉田駅前、千葉県道20号千葉大網線・千葉県道128号日吉誉田停車場線・千葉県道129号誉田停車場中野線交点）
- 終点：市原市永吉（永吉、千葉県道21号五井本納線交点）
- 総延長：*.* km（千葉土木事務所管内：*.* km、市原土木事務所管内：*.* km）
- 重用延長：*.* km（千葉土木事務所管内：*.* km、市原土木事務所管内：*.* km）
- 実延長：*.* km（千葉土木事務所管内：*.* km、市原土木事務所管内：2.699 km[1]）

## 通過する自治体

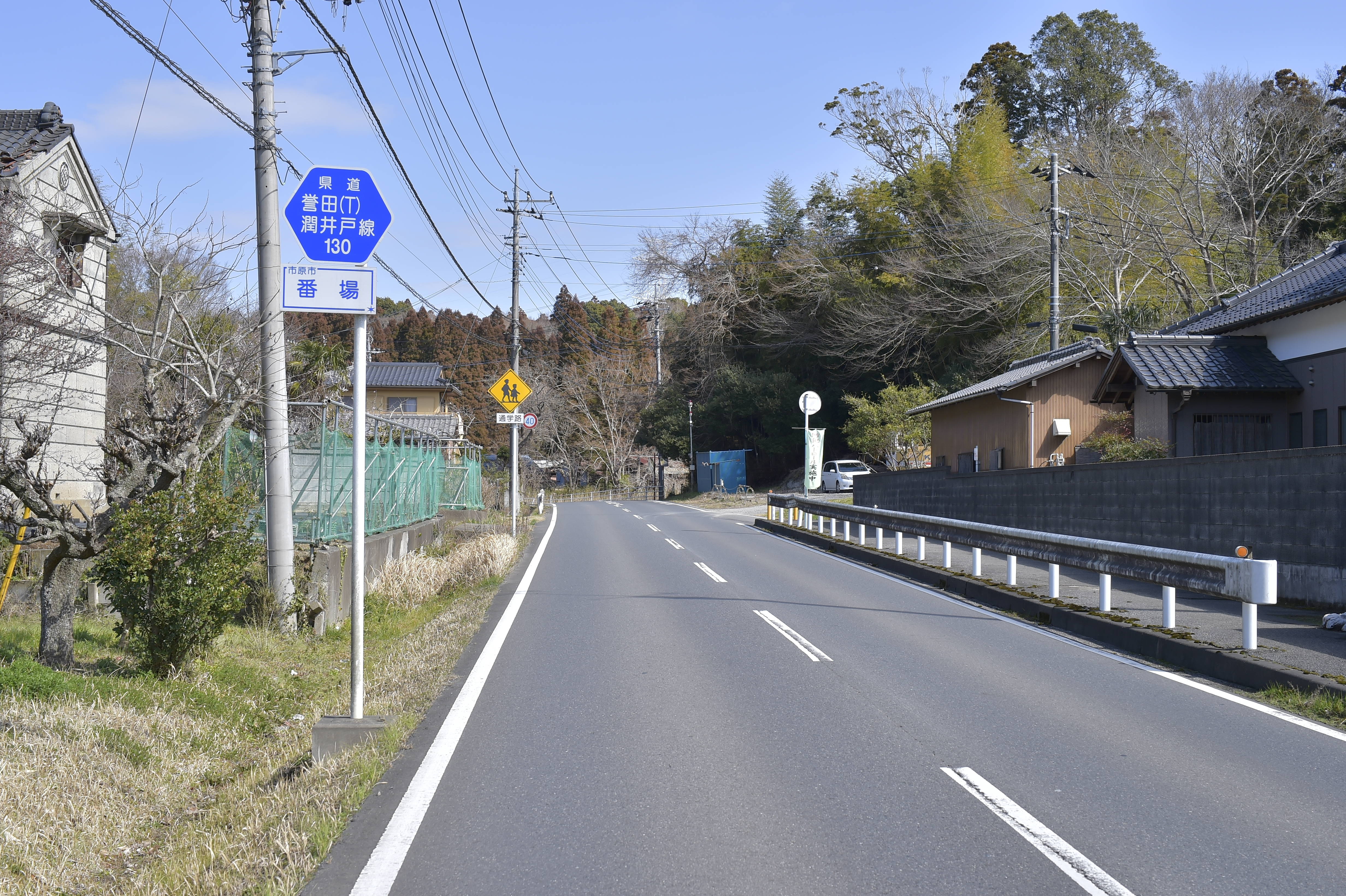
市原市番場（2023年3月）

- 千葉市（緑区）
- 市原市

## 交差する道路
- 千葉県道20号千葉大網線・千葉県道129号誉田停車場中野線（起点）
- 千葉県道128号日吉誉田停車場線（起点 - 市原市・瀬又）
- 千葉県道21号五井本納線（終点）